# Vauban (Friburgo)

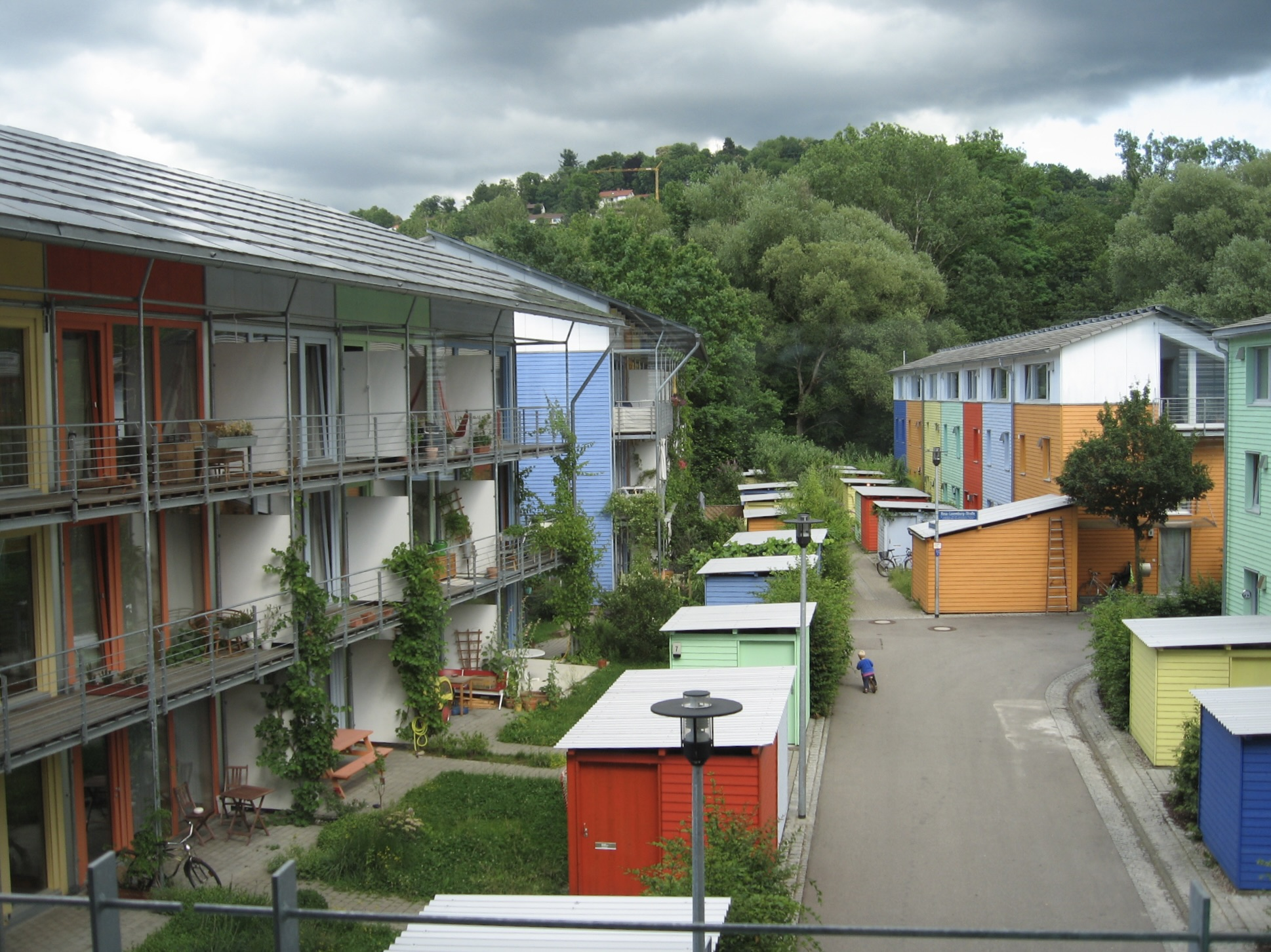
Asentamiento solar

Vauban es un nuevo vecindario diseñado para 5000 habitantes y 600 puestos de trabajo situado a 4 km al sur de Friburgo, Alemania. Fue construido bajo un concepto de «distrito sostenible» en las instalaciones de una antigua base militar francesa.
Las obras comenzaron a mediados de la década de 1990 y finalizaron en 2001. Alrededor de 2000 personas ya se han mudado allí.

## Construcciones sostenibles
Todas las casas han sido rehabilitadas bajo los estándares de ahorro energético. Cien de ellas alcanzan la categoría de Passivhaus, es decir, edificios totalmente respetuosos con el medio ambiente. Así, la calefacción de las viviendas se basa en el calor proporcionado por una central que quema residuos forestales, mientras que gran parte de la electricidad proviene de colectores solares o de paneles fotovoltaicos.

## Transporte
Dentro de Vauban, la movilidad la proporciona la bicicleta. La conexión con el centro de Friburgo se realiza mediante un tranvía. El diseño del barrio es lineal de manera que todas las casas disponen de una parada cerca. A principios de 2009, alrededor de un 70% de los hogares habían renunciado a poseer vehículo privado. De hecho, el uso del coche se prohíbe por la mayoría de las calles teniendo los propietarios que comprar un garaje en las afueras por más de 30.000 euros. En todo caso, existe la posibilidad de alquilar coches municipales para viajes de fin de semana o para ir de compras.

## Historia
El sitio fue desarrollado inicialmente como base militar en 1936. Tras la Segunda Guerra Mundial las fuerzas francesas de ocupación se asentaron en el lugar. En 1992 abandonaron la base permitiendo que la ocuparan diversos grupos de hippies y anarquistas. Esto dio lugar a una batalla legal con el Ayuntamiento. La disputa se resolvió otorgando los derechos de cuatro de los veinte cuarteles a los ocupantes. El resto se dedicaron a viviendas privadas. Algunos de los antiguos ocupantes han establecido su residencia en antiguos vehículos militares dando lugar a lo que se conoce como Wagenplatz.
Existen en el barrio diversos proyectos alternativos. Uno de ellos es el S.U.S.I., un antiguo cuartel reformado en una iniciativa residencial, autónoma, independiente y de bajo coste para los estudiantes. Otro ejemplo sería el centro social Haus 037.

## Enlaces
- Wikimedia Commons alberga una categoría multimedia sobre Vauban (Friburgo).
- Friburgo: Quartier Vauban

- Datos: Q690922
- Multimedia: Vauban (Freiburg im Breisgau) / Q690922